# Mecistoptera angulata
Mecistoptera angulata är en fjärilsart som beskrevs av Alfred Ernest Wileman 1911. Mecistoptera angulata ingår i släktet Mecistoptera och familjen nattflyn. Inga underarter finns listade i Catalogue of Life.